# Szegedy Márió
Szegedy Márió (1960. október 23. –) magyar származású amerikai matematikus, a Rutgers Egyetem professzora.

## Életpályája
Az ELTE matematikus szakán végzett. 1989-ben a Chicagói Egyetemen Babai László és Simon János témavezetésével számítógép-tudományból szerzett PhD-t. 1989–1990 között Lady Davis posztdoktori ösztöndíjas volt a Jeruzsálemi Héber Egyetemen. 1991-1992 között posztdoktori ösztöndíjas volt a Chicagói Egyetemen. Hét évig a Bell Laboratories, majd két évig az AT&T Research kutatója. 1999–2000 a princetoni Institute for Advanced Study tagja volt. 2000 óta a Rutgers Egyetem Számítógéptudományi Tanszékének professzora. 2019-ben a Magyar Tudományos Akadémia külső tagjává választották.

## Kutatási területe
Komplexitáselmélettel és kvantumszámításokkal foglalkozik.
1986-ban igazolta Graham sejtését, azaz hogy minden elég nagy n számra igaz, hogy ha {\displaystyle 1\leq a_{1}<\cdots <a_{n}} egész számok, akkor van olyan i,j, hogy
teljesül.

## Díjai
2001-ben és 2005-ben megkapta a Gödel-díjat.